# Línea C-2 (Cercanías Sevilla)
La línea C-2 de Cercanías Sevilla es una línea ferroviaria operada por la división Renfe Cercanías de Renfe Operadora y que pertenece a Adif. Forma parte del núcleo de dicha provincia junto con otras cuatro líneas.
La línea fue inaugurada por primera vez en 1992 con la llegada de la Alta Velocidad a Sevilla desde Madrid, a través del NAFA. Unía la estación de Santa Justa con el Estadio Olímpico y La Cartuja, donde se celebraba la Exposición Universal 1992. Constaba de dos vías[cita requerida]: una de ancho ibérico (1668mm) para los trenes de Cercanías, por aquel entonces operados con la Serie 440; y otra de ancho UIC (1435mm) para la llegada de los trenes Ave Serie 100 procedentes de Madrid-Puerta de Atocha. Tras la finalización de La Expo '92 la estación fue abandonada y los trenes dejaron de circular por ella.
En 2011 se comenzaron las tareas de remodelación de la línea. La vía de ancho UIC se ha convertido a ancho ibérico de una forma relativamente sencilla, gracias a las traviesas polivalentes ya instaladas en 1992, para que puedan circular por ambas vías los trenes de Cercanías, actualmente operados con las Serie 465 y 446 en su mayoría. La estación de La Cartuja ha sido reformada totalmente, y luce ahora un aspecto casi como el original en 1992; la del Estadio Olímpico ha sido también remodelada. Además el trazado posee en la actualidad una estación de nueva construcción en el barrio de San Jerónimo, y que conecta con la línea C-5 de Cercanías. La frecuencia de paso es de una hora a lo largo de todo el día, tanto en semana como en fin de semana.
El 2 de diciembre de 2011 se inauguró provisionalmente entre las estaciones de Santa Justa y Estadio Olímpico (sin parada en la estación de San Jerónimo) para dar servicio al Estadio Olímpico con motivo de la final de la Copa Davis celebrada en Sevilla entre los días 2 y 4 de dicho mes. La línea se inauguró oficialmente y en su completo recorrido, el cual dura unos 20 minutos, el 20 de febrero de 2012.
Está prevista la ampliación de la línea con la construcción del apeadero de Guadaíra, para enlazar con la Línea 1 del Metro de Sevilla. Posteriormente otra ampliación con los apeaderos de Torretriana y Blas Infante, en el barrio de Los Remedios, y que también establecerían conexión con la L-1 del Metro.
Durante el primer confinamiento debido a la pandemia del COVID-19, la línea fue clausurada, permaneciendo así hasta septiembre de 2022.
A finales del año 2023, se redujo la frecuencia de paso de la línea C-2 por falta de demanda, de forma que si antes circulaba cada hora, actualmente circula un servicio C-2 cada 2 o 3 horas.